# آلن الندر
آلن الندر (به انگلیسی: Allen Ellender) سناتور سابق عضو حزب دموکرات ایالات متحده آمریکا بود. وی در سال ۱۹۳۷ تا ۱۹۷۲ میلادی سناتور ایالت لوئیزیانا در سنای ایالات متحده آمریکا بود.